# Llista de primers ministres d'Ucraïna
Aquesta és la Llista de Primers Ministres d'Ucraïna (ucraïnès: Прем'єр-міністр України, Prem'ier-ministr Ukrayiny), que és el cap de govern d'Ucraïna. Des de la independència d'Ucraïna de la Unió Soviètica el 1991 hi ha hagut 13 primers ministres (18 amb els interins). A diferència del president d'Ucraïna, que és elegit directament per vot popular cada cinc anys, el Primer Ministre és nomenat pel president per ratificació del candidat del parlament, la Rada Suprema d'Ucraïna.

## República Popular d'Ucraïna(1917-1921)

### Cap del Secretariat General
- Volodímir Vinnitxenko (28 de juny de 1917 - 3 de setembre de 1917)
- Volodímir Vinnitxenko (3 de setembre de 1917 - 22 de gener de 1918)

### Cap del Consell de Ministres del Poble
- Volodímir Vinnitxenko (22 de gener de 1918 - 31 de gener de 1918)
- Vsèvolod Holubovytx (31 de gener - 29 d'abril de 1918)
- Mykola Illitx Sakhno-Ustymovytx (29 d'abril de - 30 d'abril de 1918)
- Mykola Prokopovytx Vasylenko (30 d'abril de - 20 de maig de 1918)
- Fedir Andriiovytx Lyzohub (20 de maig de - 14 de novembre de 1918)
- Serhii Mykolaiovytx Gerbel (14 de novembre de - 14 de desembre de 1918)
- Vacant (14 de desembre - 26 de desembre - 1918)
- Volodímir Musiyovytx txekhivsky (26 de desembre de 1918 - 13 de febrer de 1919)
- Serhii Stepanovytx Ostapenko (13 de febrer de - 9 d'abril de 1919)
- Borys Mykolaiovytx Martos (9 d'abril de - 27 d'agost de 1919)
- Isaac Mazepa (27 d'agost de 1919 - 26 de maig de 1920) (1r cop)
- Vyatxeslav Prokopovytx (26 de maig de - 14 d'octubre de 1920) (1r cop)
- Andrí Livitski (14 d'octubre de - 18 de novembre de 1920) (1r cop)

## República Popular d'Ucraïnaa l'exili (1921-1992)

### Primers ministres
(a París fins a 1940, a Praga fins a 1945, a Múnic 1945-1992)
- Andrí Livitski (18 de novembre de 1920 - 24 de març de 1921) (1r cop)
- Viatxeslav Prokopovitx (24 de maig de 1926 - 5 d'agost de 1921) (2n cop)
- Pilip Piliptxuk (5 d'agost de 1921 - 14 de gener de 1922)
- Andrí Livitski (14 de gener de 1922 - 25 de maig de 1926) (2n cop)
- Viatxeslav Prokopovytx (25 de maig de 1926 – octubre de 1939) (3r cop)
- Oleksandr Iakovitx Xulhin (octubre de 1939 - maig de 1940)
- Andrí Iakovliv (1944 - 1945) (en funcions)
- Kost Pankivski (1945 - 1948)
- Isaac Mazepa (19 de juliol de 1948 - gener de 1952) (2n cop)
- Stepan Baran (gener de 1952 - 4 de juny de 1953)
- Spiridon Dovhal (1954) (1r cop)
- Simon Sozontiv (1954 - 1957)
- Mikola Livitski (1957 - 1967)
- Atanas Figol (22 de març de 1967 - 1969)
- Spiridon Dovhal (1969 - 1972) (2n cop)
- Vassil Fedorontxuk (1972 - 1974)
- Teofil Leonti (1974 - 1980)
- Iaroslav Bohdan Rudnicki (1980 - 1989)
- Ivan Samiilenko (1989 - 1992)

## República Socialista Soviètica d'Ucraïna(1919-1991)

### Cap del Secretariat popular
- Ievgenia Gotlieb Boix (14 de desembre de 1917 - 9 de març de 1918)
- Mykola Oleksiyovytx Skrypnyk (9 de març de 1918 - 17 de novembre de 1918)

### Cap del govern provisional de camperols i obrers
- Khristian Georgievitx Rakovsky (17 de novembre de 1918 - 28 de novembre de 1918) (1r cop)
- Heorhiy Leonidovytx Piatakov (28 de novembre de 1918 - 6 de gener de 1919)

### Cap del Consell de Comissaris del Poble
- Heorhiy Leonidovytx Piatakov (6 de gener - 29 de gener de 1919)
- Khristian Georgievitx Rakovsky (29 de gener - 11 de desembre de 1919) (2n cop)
- Hryhorii Ivànovytx Petrovsky (11 de desembre de 1919 - 19 de febrer de 1920) (simultàniament com a Cap del Comitè Militar-Revolucionari Panucraïnès)
- Khristian Georgievitx Rakovsky (19 de febrer de 1920 - 15 de juliol de 1923) (3r cop)
- Vlas Yakovlévitx Txubar (15 de juliol de 1923 - 28 d'abril de 1934)
- Panas Petróvytx Lyubtxenko (28 d'abril de 1934 - 30 d'agost de 1937)
- MYkhailo Ilitx Bondarenko (30 d'agost - 13 d'octubre de 1937)
- Mykola Makarovytx (13 d'octubre de 1937 - 21 de febrer de 1938) (interí)
- Demian Serhiyovytx Korottxenko (21 de febrer de 1938 - 6 d'agost de 1939) (1r cop)
- Leonid Romanovytx Korniets (6 d'agost de 1939 - 16 de febrer de 1944) (a l'exili a la RFSS de Rússia de 1941 a 1944)
- Nikita Khrusxov (16 de febrer de 1944 - 25 de març de 1946) (es considerava ucraïnès)

### Caps del Consell de Ministres
- Nikita Khrusxov (25 de març de 1946 - 4 de març de 1947)
- Demian Serhiyovytx Korottxenko (4 de març de 1947 - 15 de gener de 1954) (2n cop)
- Nykyfor Timofiyovytx Kaltxenko (15 de gener de 1954 - 28 de febrer de 1961)
- Volodímir Vasylyovytx Stxerbytsky (28 de febrer de 1961 - 28 de juny de 1963) (1r cop)
- Ivan Pavlovytx Kazanets (28 de juny de 1963 - 22 d'octubre de 1965)
- Volodymyr Vasylyovytx Sxerbytsky (22 d'octubre de 1965 - 8 de juny de 1972) (2n cop)
- Oleksandr Pavlovytx Liaixko (8 de juny de 1972 - 10 de juliol de 1990)
- Vitali Andríiovitx Massol (10 de juliol de - 23 d'octubre de 1990)
- Vitold Pavlóvitx Fokin (23 d'octubre de 1990 - 2 d'octubre de 1992) (provisional el 14 de novembre de 1990)

## Primers Ministres d'Ucraïna(1991-present)
| #  | Foto                | Nom                  | Pren possessió         | Deixa el càrrec        | Partit                                             | Notes                                              |
| -- | ------------------- | -------------------- | ---------------------- | ---------------------- | -------------------------------------------------- | -------------------------------------------------- |
| 1  | Vitold Fokin        | Vitold Fokin         | 23 d'octubre de 1990   | 2 d'octubre de 1992    | Sense partit                                       | interinament des de 14 de novembre de 1990         |
| -  |                     | Valentín Simonenko   | 2 d'octubre de 1992    | 13 d'octubre de 1992   | Sense partit                                       | interinament                                       |
| 2  | Leonid Kutxma       | Leonid Kutxma        | 13 d'octubre de 1992   | 22 de setembre de 1993 | Sense partit                                       |                                                    |
| -  | Iukhim Zviahilski   | Iukhim Zviahilski    | 22 de setembre de 1993 | 16 de juny de 1994     | Sense partit                                       | interinament                                       |
| 3  | Vitali Massol       | Vitali Massol        | 16 de juny de 1994     | 1 de març de 1995      | Sense partit                                       |                                                    |
| 4  | Ievhén Martxuk      | Ievhén Martxuk       | 1 de març de 1995      | 28 de maig de 1996     | Partit Socialdemòcrata d'Ucraïna                   | interí fins a 8 de juny de 1995                    |
| 5  | Pavlò Lazarenko     | Pavlò Lazarenko      | 28 de maig de 1996     | 2 de juliol de 1997    | Hromada                                            |                                                    |
| 6  | Vassil Durdinets    | Vassil Durdinets     | 19 de juny de 1997     | 16 de juliol de 1997   | Sense partit                                       | provisional (per Lazarenko) el 2 de juliol de 1997 |
| 7  |                     | Valeri Pustovoitenko | 16 de juliol de 1997   | 22 de desembre de 1999 | Partit Popular Democràtic                          |                                                    |
| 8  | Víktor Iúsxenko     | Víktor Iúsxenko      | 22 de desembre de 1999 | 29 de maig de 2001     | Sense partit                                       |                                                    |
| 9  | Anatoli Kinakh      | Anatoli Kinakh       | 29 de maig de 2001     | 21 de novembre de 2002 | Partit dels Industrials i Empresaris d'Ucraïna     |                                                    |
| 10 | Víktor Ianukòvitx   | Víktor Ianukòvitx    | 21 de novembre de 2002 | 7 de desembre de 2004  | Partit de les Regions                              | 1r cop                                             |
| -  | Mykola Azarov       | Mikola Azàrov        | 7 de desembre de 2004  | 28 de desembre de 2004 | Partit de les Regions                              | interí per Ianukòvitx                              |
| 11 | Víktor Ianukòvitx   | Víktor Ianukòvitx    | 28 de desembre de 2004 | 5 de gener de 2005     | Partit de les Regions                              | 2n cop                                             |
| -  | Mykola Azarov       | Mikola Azàrov        | 5 de gener de 2005     | 24 de gener de 2005    | Partit de les Regions                              | interinament                                       |
| 12 | Iúlia Timoixenko    | Iúlia Timoixenko     | 24 de gener de 2005    | 8 de setembre de 2005  | Unió Panucraïnesa "Pàtria" (Bloc Iúlia Timoixenko) | 1r cop; provisional fins a 4 de febrer de 2005     |
| 13 | Iuri Ekhanúrov      | Iuri Ekhanúrov       | 8 de setembre de 2005  | 4 d'agost de 2006      | Unió Popular la Nostra Ucraïna                     | interí fins a 22 de setembre de 2005               |
| 14 | Víktor Ianukòvitx   | Víktor Ianukòvitx    | 4 d'agost de 2006      | 18 de desembre de 2007 | Partit de les Regions                              | 3r cop                                             |
| 15 | Iúlia Timoixenko    | Iúlia Timoixenko     | 18 de desembre de 2007 | 3 de març de 2010      | Unió Panucraïnesa "Pàtria" (Bloc Iúlia Timoixenko) | 2n cop                                             |
| -  | Oleksandr Turtxínov | Oleksandr Turtxínov  | 3 de març de 2010      | 11 de març de 2010     | Unió Panucraïnesa "Pàtria" (Bloc Iúlia Timoixenko) | interinament                                       |
| 16 | Mikola Azàrov       | Mikola Azàrov        | 11 de març de 2010     | 28 de gener de 2014    | Partit de les Regions                              |                                                    |
| -  | Serhí Arbúzov       | Serhí Arbúzov        | 28 de gener de 2014    | 27 de febrer de 2014   | Partit de les Regions                              | interinament                                       |
| 17 | Arseni Iatseniuk    | Arseni Iatseniuk     | 27 de febrer de 2014   | 14 d'abril de 2016     | Front Popular                                      |                                                    |
| 18 | Arseni Iatseniuk    | Volodímir Hròisman   | 14 d'abril de 2016     | actualitat             | Blok Petrò Poroixenko                              |                                                    |